# 蓮井啓介
蓮井 啓介（はすい けいすけ）は 日本のジャーナリスト。TBSテレビ報道局経済部記者。

## 経歴
2019年 TBSテレビに入社。初任地は『制作局』。主に Nスタ アッコにおまかせ! 等の情報番組に携わり、2年間在籍した。
2021年4月より報道局に配属。報道局経済部記者として、『農林水産省』や『内閣府』、『デジタル庁』等、経済官庁を担当し、4年後『総務省』や情報処理IT業界等を中心に取材を続けている。